# Los Llanos de Valdeón
Los Llanos de Valdeón(en leonés, Llanos de Valdión) es una localidad ubicada en la vertiente leonesa de parque nacional de los Picos Europa. Pertenece al municipio de Posada de Valdeón, situado en el norte de la provincia de León, en la Comunidad autónoma de Castilla y León. Comparte parroquia y escuelas con Posada, Prada y Cordiñanes de Valdeón. 
Su festividad se celebra el primer domingo de julio, fecha a la que se trasladó, desde febrero, el día de Santa Eulalia, a quién está dedicada su parroquia. 
Los Llanos atesora un pasado histórico-ecleasiástico importante, ya que en ella se ubicaba el Monasterio de San Sebastián, documentado en el año 1093, así como una zona de enterramientos medievales. Desafortunadamente no se conserva nada de esta riqueza monumental pero quedan evidencias escritas en vetustos documentos muy bien custodiados.
Arquitectónicamente destacan los 11 hórreos que se conservan en la localidad así como los hornos que pueden visualizarse adosados a las paredes de numerosas viviendas.

## Localidades limítrofes
Confina con las siguientes localidades:
- Al noreste con Cordiñanes de Valdeón.
- Al sur con Posada de Valdeón.
- Al sureste con Prada de Valdeón.

## Demografía
Evolución de la población
| Gráfica de evolución demográfica de Los Llanos de Valdeón entre 2000 y 2023 |
|                                                                             |
| Población de derecho (2000-2017) según el padrón municipal del INE          |